# Decapauropus unicus
Decapauropus unicus är en mångfotingart som beskrevs av Walter Hüther 1982. Decapauropus unicus ingår i släktet Decapauropus och familjen fåfotingar. Inga underarter finns listade i Catalogue of Life.